# 자크 주아
자크 주아 다오가리(프랑스어: Jacques Zoua Daogari, 1991년 9월 6일 ~ )는 카메룬의 축구 선수로, 포지션은 공격수이다.

## 구단 경력

### 코통 스포르
2008년 9월 22일, 주아는 코통 스포르와 2년 계약을 맺었다.

### 함부르거 SV
2013년 6월, 그는 함부르거 SV와 3년 계약을 맺었다.

### 비토룰 콘스탄차
2019년 10월 25일, 주아는 리가 I 구단 비토룰 콘스탄차와 1년 연장 계약을 맺었고, 2020년 4월 2일, 상호 계약을 해지하고 클럽에서 방출되었다.

### 후기 경력
루마니아를 떠난 후 주아는 카메룬으로 복귀하였다. 2020년 9월, 그는 전 소속팀인 코통 스포르와 건강을 유지하고 있었다.  2020년 10월에 클럽과 계약한 것으로 보도되었음에도 불구하고, 이후 AS 후투로와 계약한 것으로 확인되었으며, 2021년 7월에 상호 합의로 클럽을 떠났다.
2021년 10월, 리비아의 알아흘리 트리폴리와 계약을 체결했다.

## 국가대표팀 경력
주아는 카메룬 청소년 대표팀의 주전이기도 하다. 그는 2009년 아프리카 청소년 축구 선수권 대회에 참가하여 3골을 넣었지만, 카메룬은 가나와의 결승전에서 2-0으로 패했다. 그는 2009년 FIFA U-20 월드컵에도 참가했지만, 그의 팀은 C조에서 꼴찌를 했다.